# Pinus rigida
Pinus rigida е вид растение от семейство Борови (Pinaceae). Видът е незастрашен от изчезване.

## Разпространение
Разпространен е в Канада и САЩ.